# پروانه‌ماهی سه‌نواره
پروانه‌ماهی سه‌نواره (نام علمی: Chaetodon robustus) نام یک گونه از سرده پروانه‌ماهی است.